# WIMP (softwarepakket)
Het acroniem WIMP staat voor een verzameling van software die gebruikt kan worden om dynamische websites op servers mogelijk te maken. De betekenis is als volgt:
- Windows, refererend aan het besturingssysteem;
- IIS, de Webserver;
- MySQL, MS SQL Server of Access, het database management system (of database server);
- PHP of Perl of Python, als programmeertaal.

De Microsoft Web Platform Installer is een gratis applicatie om applicaties te installeren op een WIMP-systeem.